# Legeriomyces leptocerci
Legeriomyces leptocerci är en svampart som beskrevs av M.M. White & Strongman 2008. Legeriomyces leptocerci ingår i släktet Legeriomyces och familjen Legeriomycetaceae.   Inga underarter finns listade i Catalogue of Life.